# Répétition HEAT
Une répétition HEAT est un motif structurel constitué de répétitions en tandem au sein de certaines protéines, formée de deux hélices α liées par une petite boucle. Les répétitions HEAT peuvent former des solénoïdes α, structures courantes dans les protéines cytoplasmiques. Le nom « HEAT » provient de quatre protéines possédant ce type motif : l'huntingtine (H), le facteur d'élongation eucaryotique 2 (en) (E), la protéine phosphatase 2A (A) et la kinase Tor1 (T). Les répétitions HEAT forment des structures en superhélice qui interviennent souvent dans le transport intercellulaire. Elles sont structurellement apparentées aux répétitions armadillo. L'importine β, par exemple, contient 19 répétitions HEAT.